# Magdeburger Straßen/J
Nachfolgend werden Bedeutungen und Umstände der Namengebung von Magdeburger Straßen und ihre Geschichte aufgezeigt. Aktuell gültige Straßenbezeichnungen sind in Fettschrift angegeben, nach Umbenennung oder Überbauung nicht mehr gültige Bezeichnungen in Kursivschrift. Soweit möglich werden auch bestehende oder ehemalige Institutionen, Denkmäler, besondere Bauten oder bekannte Bewohnerinnen und Bewohner aufgeführt.
Die Liste erhebt noch keinen Anspruch auf Vollständigkeit.
Jägerndorfer Straße; Stadtteil Stadtfeld West; PLZ 39110
Heute: Bussardweg
Die Straße war nach der heute in Tschechien gelegenen Stadt Jägerndorf benannt. In der Zeit der DDR wurde sie umbenannt. Namen von Orten, aus denen die deutsche Bevölkerung nach dem Zweiten Weltkrieg vertrieben wurde oder die nicht mehr zu Deutschland gehörten, sollten nicht mehr erscheinen.
Jahnring; Stadtteil Buckau; PLZ 39104
Benannt nach dem Begründer der deutschen Turnbewegung Friedrich Ludwig Jahn.
Jahnstraße; Stadtteil Alt Olvenstedt; PLZ 39130
Benannt nach dem Begründer der deutschen Turnbewegung Friedrich Ludwig Jahn.
Jakob-Wassermann-Straße; Stadtteil Nordwest; PLZ 39128
Vormals: Helmersstraße
Benannt nach dem deutschen Schriftsteller Jakob Wassermann.
Jakobikirchplatz; Stadtteil Altstadt; PLZ 39104
Vormals:
*Jakobikirchstraße (nur der Teil westlich der Jakobikirche)
*Ernst-vom-Rath-Platz
In der Zeit des Nationalsozialismus war der Platz an der Sankt-Jakobi-Kirche aus ideologischen Gründen, wie die angrenzende Jacobstraße, nach dem bei einem Attentat umgekommenen deutschen Botschaftssekretär Ernst Eduard vom Rath benannt. Nach dem Ende des Zweiten Weltkrieges wurde er, in Anlehnung an die direkt benachbarte, allerdings im Krieg stark zerstörte Sankt-Jakobi-Kirche, umbenannt. Durch den sich nicht an die historisch gewachsene Stadtstruktur haltenden Wiederaufbau – die Kirche wurde gesprengt – wurde der Platz jedoch überbaut und besteht in seiner ursprünglichen Form nicht mehr. Er befand sich am nördlichen Ende der Jakobstraße auf der westlichen Seite.
Jakobikirchstraße; Stadtteil Altstadt; PLZ 39104
Später:
*Ernst-vom-Rath-Platz
*Jakobikirchhof
Diese Straße verlief westlich der Sankt-Jakobi-Kirche und verband die Blauebeilstraße mit dem Tränsberg. Aus ideologischen Gründen wurde in der Zeit des Nationalsozialismus diese Straße samt der angrenzenden Fläche, wie die angrenzende Jacobstraße, nach dem bei einem Attentat umgekommenen deutschen Botschaftssekretär Ernst Eduard vom Rath benannt. Nach dem Ende des Zweiten Weltkrieges wurde das gesamte Areal, in Anlehnung an die direkt benachbarte, allerdings im Krieg stark zerstörte St.-Jakobi-Kirche, umbenannt. Durch den sich nicht an die historisch gewachsene Stadtstruktur haltenden Wiederaufbau – die Kirche wurde gesprengt – wurde das Gebiet jedoch überbaut und besteht in seiner ursprünglichen Form nicht mehr.
Jakobsförder; Stadtteil Altstadt; PLZ 39104
Diese Straße befand sich im heutigen nördlichen Abschnitt der Elbuferpromenade etwas nördlich vom Faßlochsberg und führte von der Elbe in Richtung Altstadt/Sankt-Jakobi-Kirche. Daher der Name Jakobsförder im Unterschied zum Petriförder. Die Bezeichnung Förder bezeichnet eine Straße, die als Einschnitt in einen Höhenunterschied gleichmäßig ansteigend den Höhenunterschied überwindet. Diese Straßen waren wie eine Schlucht und wurden durch Fußgängerbrücken überspannt. Nach den Zerstörungen des Zweiten Weltkrieges wurde im Rahmen des sich nicht an die gewachsene Stadtstruktur haltenden Wiederaufbaus der Bereich völlig umgestaltet. An dieser Stelle befindet sich heute eine Grünanlage und das Schleinufer.
Jakobstraße; Stadtteil Altstadt; PLZ 39104
Vormals:
*Jakobstraße
*Vom-Rath-Straße
Die Straße trägt ihren Namen nach der am nördlichen Ende der Straße, auf der westlichen Seite, ursprünglich befindlichen Kirche Sankt Jakobi. Eine dem Heiligen Jakobus geweihte Kirche dieses Namens bestand dort seit ca. 1230. Im Zweiten Weltkrieg bei Bombenangriffen schwer zerstört, wurde die Kirche 1959 gesprengt.
Bekannte Personen, die hier lebten:
- Max Schwieger (1884–1945), Politiker der DVP, betrieb zumindest um 1916 im Haus Nummer 28 ein Friseurgeschäft.

Jean-Burger-Straße; Stadtteil Leipziger Straße; PLZ 39112
Vormals: Duvigneaustraße (bis zum 11. April 1965)
Benannt nach dem französischen Kommunisten Jean Burger.
ehemalige Institutionen, Denkmäler und Gebäude:
- Konsulat Schwedens, befand sich zumindest noch 1938 in der Duvigneaustraße Nr. 16. Konsul war der Kaufmann Wilhelm Joop.

Jenaer Straße; Stadtteil Westerhüsen; PLZ 39122
Benannt nach der thüringischen Stadt Jena. Das Wohngebiet, in dem diese Straße liegt, wird von thüringischen Städtenamen dominiert.
Jenssen-Privatweg; Stadtteil Diesdorf; PLZ 39110
Heute: Rodensleber Weg
 ?
Jerichower Platz; Stadtteil Herrenkrug; PLZ 39114
Benannt nach der nordwestlich von Genthin in Sachsen-Anhalt gelegenen Stadt Jerichow.

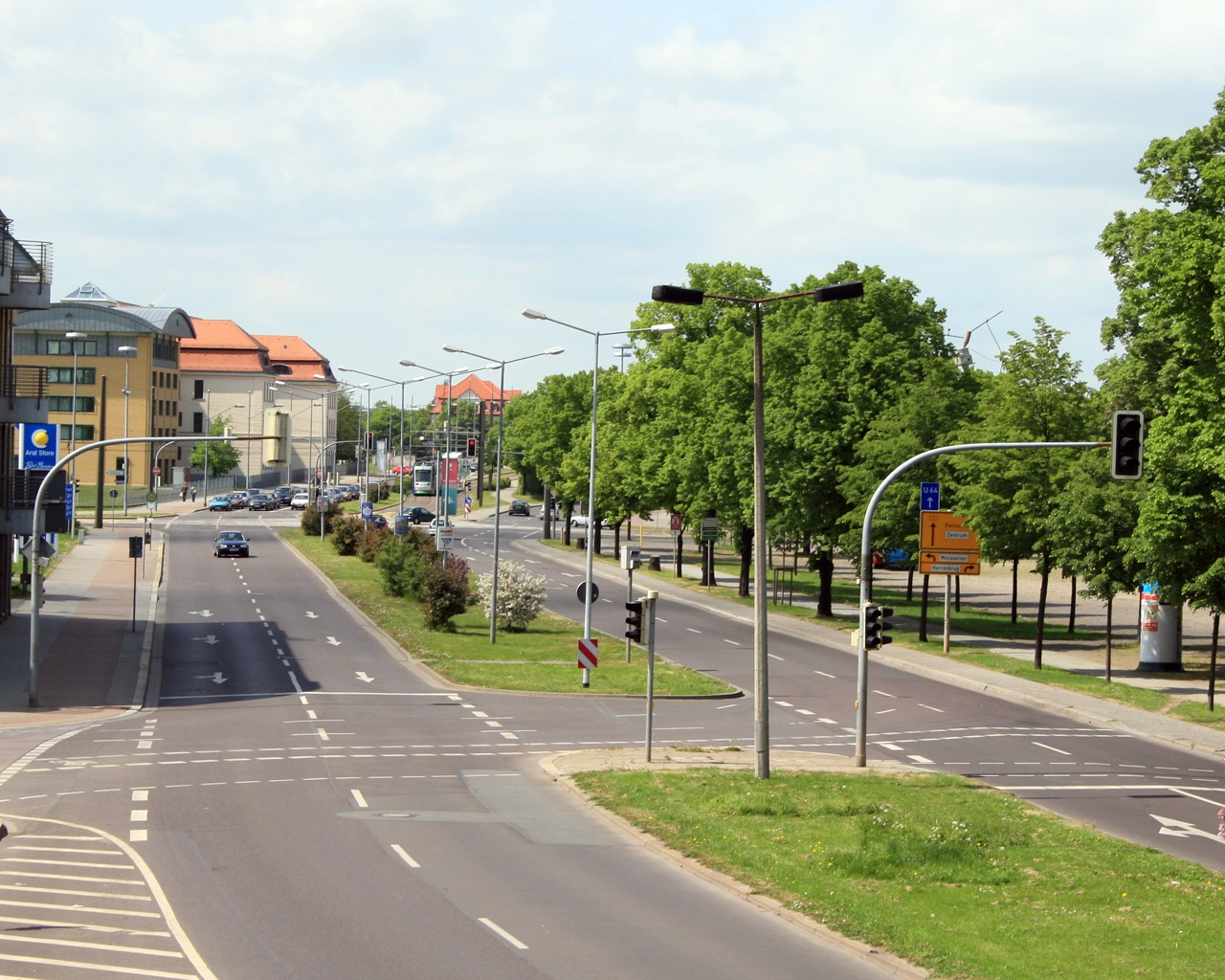
Jerichower Straße

Jerichower Straße; Stadtteile Brückfeld und Herrenkrug; PLZ 39114
Benannt nach der nordwestlich von Genthin in Sachsen-Anhalt gelegenen Stadt Jerichow.
Bekannte Personen, die hier lebten:
- Georg Heidler, im Widerstand gegen den Nationalsozialismus engagierter KPD-Politiker, lebte zumindest um 1939 im Haus Nr. 32 und betrieb hier einen Tabakladen.

Jersleber Straße; Stadtteil Rothensee; PLZ 39126
Diese Straße wurde 1938 nach dem westlich von Wolmirstedt gelegenen Dorf Jersleben benannt.
Jerusalem-Brücken; Stadtteile Altstadt, Werder und Alte Neustadt; PLZ 39104, 39106, 39114
Vormals:
- Königsbrücke
- Hindenburgbrücke
- Nordbrücke

Die Brücken über die Elbe sind nach der Stadt Jerusalem benannt.
Joachimsthaler Straße; Stadtteil Hopfengarten; PLZ 39120
Heute: Hermelinweg
Die Straße war nach der in Tschechien gelegenen Stadt Sankt Joachimsthal benannt. In der Zeit der DDR wurde sie umbenannt. Namen von Orten, aus denen die deutsche Bevölkerung nach dem Zweiten Weltkrieg vertrieben worden war oder die nicht mehr zu Deutschland gehörten, sollten nicht mehr erscheinen.
Johann-Gottlieb-Schoch-Straße; Stadtteil Stadtfeld Ost; PLZ 39108
Benannt nach dem Gartenarchitekt Johann Gottlieb Schoch.
Diese Straße befindet sich auf dem Gelände des ehemaligen Magdeburger Schlachthofes an der Liebknechtstraße. Im Zuge der Umgestaltung des Geländes zu einem Wohn- und Gewerbegebiet wurde auch die Benennung ehemaliger Betriebsstraßen erforderlich. Am 3. Juli 2003 benannte der Stadtrat eine der Straßen nach dem ehemaligen Gartendirektor der Stadt.
Johann-Gottlob-Nathusius-Ring; Stadtteil Alte Neustadt; PLZ 39106
Benannt nach dem Agrarindustriellen Johann Gottlob Nathusius.
Diese Straße ist Zufahrt zu zahlreichen Wohnheimen der Universität und umschließt Tennisplätze und eine Universitätsturnhalle.
Johannes-Göderitz-Straße; Stadtteil Neu Olvenstedt; PLZ 39130
Vormals: Straße X. Parteitag
Die Straße wurde nach dem Architekten, Stadtplaner und Magdeburger Stadtbaurat Johannes Göderitz benannt.
Johannes-Kirsch-Straße; Stadtteil Alte Neustadt; PLZ 39106
Vormals: Papenstraße
Benannt nach dem Magdeburger KPD-Politiker und Antifaschisten Johannes Kirsch.
Johannes-Kollwitz-Weg; Stadtteil Ottersleben; PLZ 39116
Benannt nach dem katholischen Theologen Johannes Kollwitz (1902–1957).
Johannes-Münze-Straße; Stadtteil Cracau; PLZ 39114
Vormals:
Walter-Flex-Straße
Goerdelerstraße
Benannt nach dem Pionier der Magdeburger Arbeiterbewegung Johannes Münze.
Johannes-R.-Becher-Straße; Stadtteil Kannenstieg; PLZ 39128
Benannt nach dem Schriftsteller Johannes Robert Becher.
Johannes-Schlaf-Straße; Stadtteil Stadtfeld West; PLZ 39110
Benannt nach dem Dramatiker und Erzähler Johannes Schlaf.
Johannisberg; Stadtteil Altstadt; PLZ 39104
Vormals: Johannisförder
Heute: Johannisbergstraße (seit 1817)
Historische Bezeichnung für die Johannisbergstraße – siehe dort.
Johannisbergstraße; Stadtteil Altstadt; PLZ 39104
Vormals:
- Johannisförder
- Johannisberg (bis 1817)

Die Straße führt ansteigend, vom Ufer der Elbe kommend, in Richtung Magdeburger Innenstadt. Nördlich der Straße liegt die Kirche Sankt Johannis, von der sich der Name der Straße ableitet. Vor 1725 befand sich an der Stelle ein Förder. Dieser erstmals 1425 erwähnte Geländeeinschnitt wurde 1725 auf Befehl des Festungsgouverneurs Fürst Leopold von Anhalt-Dessau aufgeschüttet. Der Name Johannisbergstraße ist seit 1817 in Verwendung. Zuvor wurde als Name Johannisberg verwendet.
Bekannte Personen, die hier lebten:
- Werner von Siemens, Erfinder und Unternehmer, lebte um 1840 im Haus Nr. 7b.

Johannisfahrt; Stadtteil Altstadt; PLZ 39104
Später: Johannisfahrtstraße (seit 1817)
Historische Bezeichnung für die Johannisfahrtstraße – siehe dort.

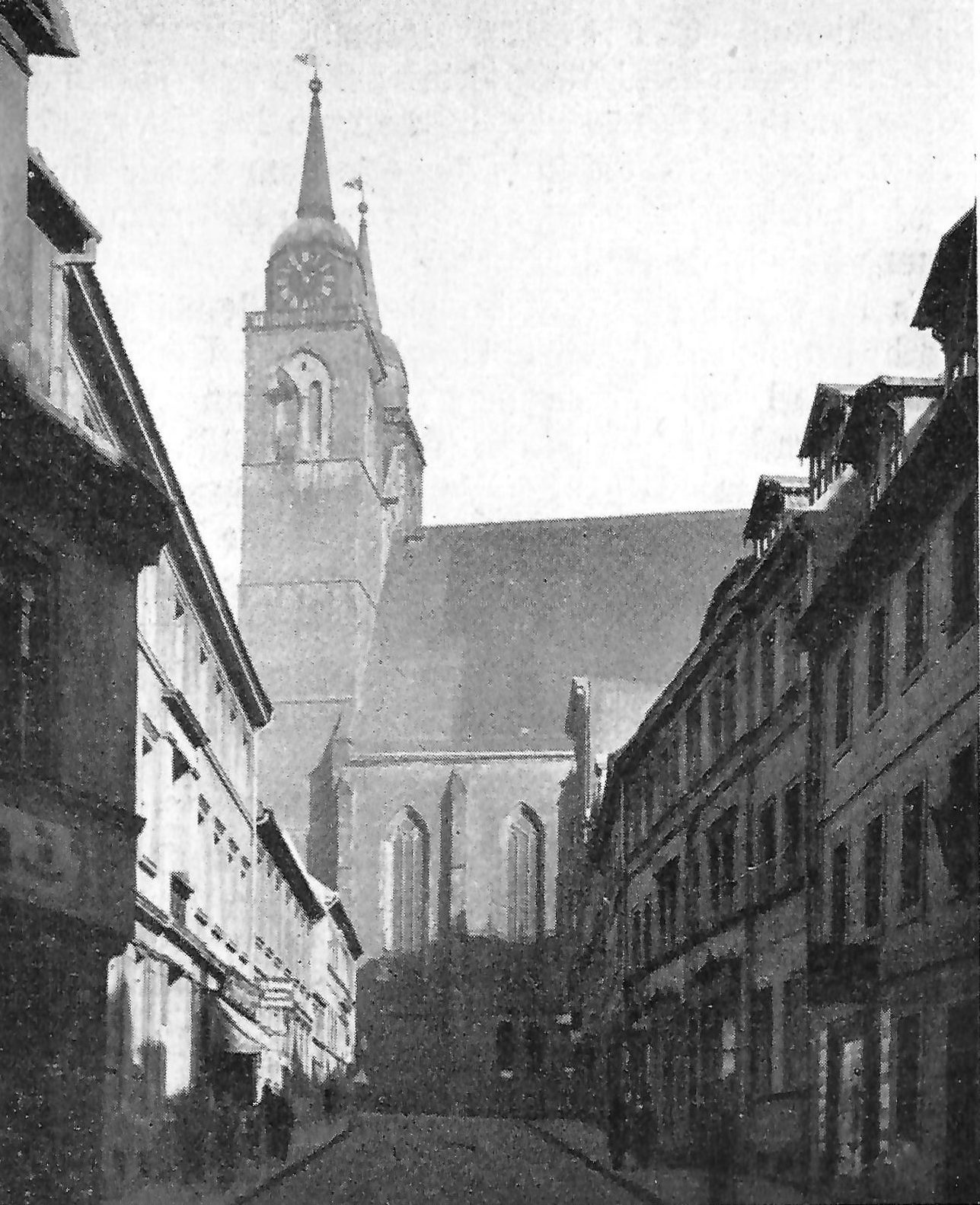
Johannisfahrtstraße in den 1920er Jahren

Johannisfahrtstraße; Stadtteil Altstadt; PLZ 39104
Diese Straße befand sich direkt südlich der Johanniskirche etwa auf halbem Weg zwischen Elbe und heutiger Kreuzung Ernst-Reuter-Allee und Jacobstraße. Der Name war seit 1817 gebräuchlich. Vorher wurde der Name Johannisfahrt verwendet. Bis 1725 kam man von dieser Straße über eine den Förder vor der Johanniskirche überspannende Brücke zu der Kirche. 1725 ließ der Festungsgouverneur Fürst Leopold von Anhalt-Dessau den Förder aufschütten. Nach den schweren Zerstörungen des Gebiets im Zweiten Weltkrieg wurde die Straße überbaut. Im Zuge des sich nicht an die historischen Stadtstrukturen haltenden Wiederaufbaus entstand an der Stelle eine Grünfläche und die Neue Strombrücke.
Johannisförder; Stadtteil Altstadt; PLZ 39104
Später: Johannisberg (bis 1817)
Heute: Johannisbergstraße (seit 1817)
Die Straße führt ansteigend, vom Ufer der Elbe kommend, in Richtung Magdeburger Innenstadt. Nördlich der Straße liegt die Kirche Sankt Johannis, von der sich der Name der Straße ableitet. Vor 1725 befand sich an der Stelle ein Förder. Dieser erstmals 1425 erwähnte Geländeeinschnitt wurde 1725 auf Befehl des Festungsgouverneurs Fürst Leopold von Anhalt-Dessau aufgeschüttet.
Johanniskirchhof; Stadtteil Altstadt; PLZ 39104
Johanniskirchhof war seit 1817 die Bezeichnung der Straße/des Platzes nördlich vor der Johanniskirche, der die Jakobstraße mit dem Bereich des westlichen Elbufers verband. Im Mittelalter war dies der Begräbnisplatz der Johannisgemeinde. Während der Bombenangriffe des Zweiten Weltkrieges wurde das Gebiet schwer zerstört. Die Straße blieb jedoch bis Anfang der 1960er Jahre unter dem Namen Johanniskirchhof erhalten. Im Rahmen der sozialistischen Umgestaltung der Innenstadt entfiel dann jedoch sowohl die Straße als auch der Name. Die Johanniskirche wurde Ende des 20. Jahrhunderts wieder aufgebaut. An der Stelle des Johanniskirchhofes entstanden ein öffentlicher Fußweg und ein Parkplatz. Die Ratsfraktion Bündnis 90/Die Grünen beantragte 2004 die Wiederbenennung des namenlosen Areals. Mit Beschluss des Stadtrates vom 12. Mai 2005 erhielt der Platz wieder seine ursprüngliche Bezeichnung.
Jordanstraße; Stadtteil Sudenburg; PLZ 39112
Die Jordanstraße wurde nach dem Rentier Wilhelm Jordan benannt, dem Mitte des 19. Jahrhunderts das damals unbebaute Gelände der heutigen Jordanstraße gehörte. Westlicher Nachbar war der Rittergutsbesitzer Wilhelm Schneider (siehe Schneiders Garten).
Joseph-von-Fraunhofer-Straße; Stadtteil Alte Neustadt; PLZ 39106
Diese Straße wurde mit Beschluss des Stadtrates vom 1. September 2005 nach dem deutschen Physiker Joseph von Fraunhofer (1787–1826) benannt. Die Benennung ging auf einen Vorschlag des in der Nähe ansässigen Fraunhofer-Instituts zurück. Da sich die Straße in einem vor allem wissenschaftlich genutzten Areal befindet, wurde dieser Vorschlag als passend empfunden. Zugleich sollte die Leistung der Fraunhofer-Institute für Magdeburg gewürdigt werden. Der vollständige Name Fraunhofers wurde verwandt, um Verwechslungen mit dem schon bestehenden Fraunhoferplatz zu vermeiden. Die doppelte Würdigung Fraunhofers stieß in der Öffentlichkeit auch auf Kritik. Bereits im Jahr 2004 hatte es einen Versuch der Benennung der Straße gegeben. Nach längerer Diskussion zog der Oberbürgermeister Lutz Trümper in der Stadtratssitzung die Drucksache dann jedoch zurück.
Judengasse; Stadtteil Altstadt; PLZ 39104
Später: Zur Tischlerbrücke
Der Name der Straße kommt erstmals in der Rolle von 1631 vor. Die Deutung des Namens ist unklar, denn eine jüdische Bevölkerung oder ein Ghetto ist an dieser Stelle unbekannt. In der Zeit des Nationalsozialismus wurde die Straße umbenannt.
Judith-Auer-Straße; Stadtteil Sudenburg; PLZ 39116
Heute: Klinkebachstraße
Diese Straße war nach der Widerstandskämpferin gegen den Nationalsozialismus Judith Auer benannt.
Julius-Bremer-Straße; Stadtteil Altstadt; PLZ 39104
Vormals:
Große Schulstraße (westlich des Breiten Wegs gelegenes Teilstück der jetzigen Julius-Bremer-Straße) und
Apfelstraße (östlich des Breiten Wegs gelegenes Teilstück bis zur heutigen Weitlingstraße)
Heute:
Stresemannstraße (westlichstes Teilstück der Straße)
Benannt nach dem Mitbegründer der Magdeburger Arbeiterbewegung Julius Bremer.
Julius-Fucik-Straße; Stadtteil Neustädter Feld; PLZ 39128
Heute: Crucigerstraße
Diese Straße war in der Zeit der DDR nach dem tschechischen Schriftsteller und Kommunisten Julius Fučík benannt.
Juliusstraße; Stadtteil Nordwest; PLZ 39128
Vormals: Brauchitschstraße
 ?
Junoweg; Stadtteil Reform; PLZ 39118
Die Straße wurde nach dem Asteroid Juno benannt, der seinerseits nach der römischen Göttin Juno benannt wurde. Mehrere Straßen der Gegend tragen Namen aus dem Bereich der Astronomie.
Jupiterweg; Stadtteil Reform; PLZ 39118
Benannt nach dem Planeten Jupiter, der seinerseits nach dem römischen Gott Jupiter benannt wurde. Mehrere Straßen der Gegend tragen Namen aus dem Bereich der Astronomie.
Juri-Gagarin-Straße; Stadtteil Reform; PLZ 39118
Benannt nach dem sowjetischen Kosmonauten Juri Gagarin.
Jutta-Balk-Straße; Stadtteil Buckau; PLZ 39104
Benannt nach Mitbegründerin des Magdeburger Puppentheaters Jutta Balk.